# Radu Mihnea

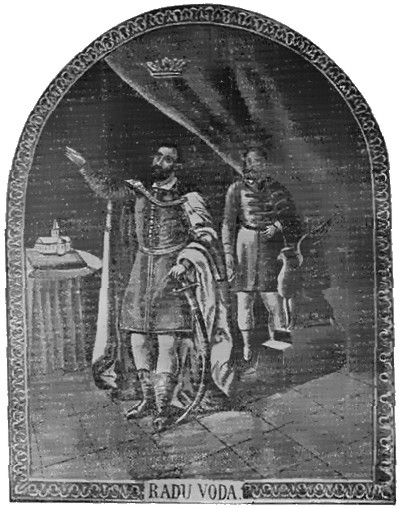
Radu Mihnea, Bild im Radu-Vodă-Kloster

Radu Mihnea (* 1586; † 1626) war viermal Herrscher des Fürstentums Walachei sowie zweimal Fürst der Moldau (24. Juli 1616–9. Februar 1619 sowie 4. August 1623–20. Januar 1626).

## Leben und Wirken
Als illegitimer Sohn von Mihnea II. Turcitul („der Turkisierte“ im Sinn von „der zum Islam Übergetretene“) genoss er eine Ausbildung zum Diplomaten auf Athos und in Venedig. Er beherrschte mehrere Fremdsprachen, war aber auch ein Anhänger eines luxuriösen Lebensstils. Da er dem türkischen Sultan hohe Einnahmen ermöglichte, wurde er stets von den Osmanen begünstigt; gleichzeitig zollten ihm aber auch die christlichen Nachbarn Respekt.
Auf innenpolitischer Ebene umgab er sich mit griechischen Beratern, was schließlich die einheimischen Bojaren gegen ihn aufbrachte. Ein Komplott des Bojaren Barcan scheiterte, der Urheber wurde enthauptet.
Vor allem von 1623 bis 1626 war die ständige Annäherung zwischen den Fürstentümern Walachei und Moldau immer augenscheinlicher. Während Radu Mihneas zweiter Regierungszeit herrschte sein Sohn Alexandru Coconul in der walachischen Hauptstadt Bukarest. Von dem Gespann Vater-Sohn berichtete auch der venezianische Gesandte bei der Hohen Pforte, der einen Brief an „Fürst Radulo, der jetzt Fürst der Moldau ist, sowie seinen Sohn in der Walachei, der noch sehr jung ist und von seinem Vater gelenkt wird“, erwähnte. Eine große Last bedeutete die Herrschaft Radu Mihneas vor allem durch die exzessiven Zölle, die der Fürst erhob, um seinen pompösen Lebensstil zu finanzieren.

## Post mortem

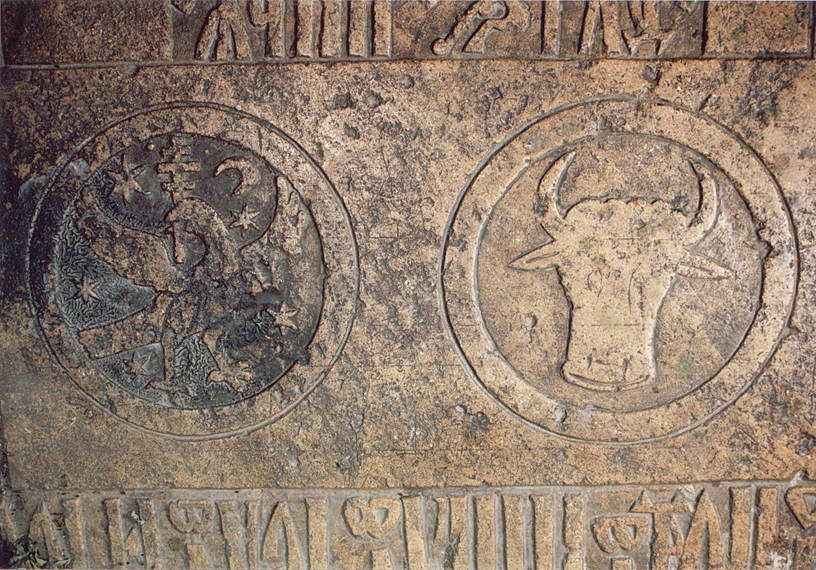
Beide Wappen am Grab

Radu Mihnea liegt in Bukarester Radu-Voda-Kloster, welches er 1615 stiftete, begraben. Bezeichnend ist auch, dass auf Radu Mihneas Grabstein sowohl das walachische als auch das moldauische Wappen zu sehen sind (die tatsächliche politische Vereinigung der beiden Fürstentümer erfolgte allerdings erst 1859).